# Histiotus
Histiotus är ett släkte av fladdermöss som ingår i familjen läderlappar. Tillhörande arter lever i Sydamerika.
Med en kroppslängd (huvud och bål) av 48 till 70 mm och en vikt av 11 till 14 g är dessa fladdermöss medelstora medlemmar av familjen läderlappar. Svansen blir 39 till 55 mm och underarmarna 42 till 52 mm långa. Pälsen är allmänt brunaktig med mörka, gråa eller vita skuggor. Några individer har en ljusgrå undersida. Tändernas och skallens morfologi motsvarar släktet Eptesicus. Histiotus-arterna har däremot betydlig större öron. Hos Histiotus macrotus är dessa sammanlänkade med en hudremsa.
Dessa fladdermöss förekommer i olika habitat. Några föredrar skogar och andra lever i höga bergstrakter. De använder bergssprickor och byggnader som viloplats. Där bildar individerna mindre flockar. Sällan observerades vuxna hanar i flockar med diande honor. Per kull föds vanligen en unge som blir efter cirka ett år könsmogen.

## Arter och utbredning
Arter enligt Wilson & Reeder (2005) samt IUCN:
- Histiotus alienus, södra Brasilien, är kanske en underart till Histiotus montanus.
- Histiotus humboldti, Colombia och Venezuela.
- Histiotus laephotis, från Peru till norra Argentina.
- Histiotus macrotus, från Peru till centrala Chile och västra Argentina.
- Histiotus magellanicus, från centrala Chile till Eldslandet.
- Histiotus montanus, västra och södra Sydamerika.
- Histiotus velatus, har två populationer i Bolivia respektive östra Brasilien.